# Cantoni della Svizzera
I 26 cantoni della Svizzera (in tedesco Kanton [kanˈtoːn]; in francese canton [kɑ̃ˈtɔ̃]; in romancio chantun) sono gli stati federati della Confederazione elvetica. Il nucleo della Confederazione nella forma dei primi tre alleati confederati veniva chiamato Waldstätte. Due importanti periodi nello sviluppo della Vecchia Confederazione sono riassunti nei termini Acht Orte ("otto cantoni", dal 1353 al 1481) e Dreizehn Orte ("tredici cantoni", dal 1513 al 1798).
Ogni cantone della Vecchia Confederazione (prima del 1450 detto anche Ort, che significa "luogo/località", e dal 1550 circa Stand, che significa "proprietà") fu uno stato pienamente sovrano con i propri controlli di confine, esercito e valuta da dopo la Pace di Vestfalia (1648) fino all'istituzione dello stato federale svizzero nel 1848, con un breve periodo di governo centralizzato durante la Repubblica Elvetica (1798-1803). Il termine Kanton è utilizzato in maniera generalizzata dal XIX secolo
Il numero dei cantoni aumentò a 19 con l'Atto di Mediazione del 1803, con il riconoscimento degli ex territori sottomessi come cantoni di diritto. Il Trattato federale del 1815 incrementò il numero a 22, per via dell'accesso degli ex associati alla Vecchia Confederazione. Il Canton Giura fu ammesso come 23º cantone con la secessione dal Canton Berna nel 1979. Il numero ufficiale di cantoni incrementò a 26 con la costituzione federale del 1999, che designò gli ex semi-cantoni come cantoni.
L'area dei cantoni varia da 37 km² di Basilea Città a 7 105 km² dei Grigioni; la popolazione (al 2018) varia da 16 000 dell'Appenzello Interno a 1,5 milioni di Zurigo.

## Terminologia
Il termine "cantone", oggi anche usato per le divisioni amministrative di alcuni Paesi, ha origine nel medio francese del XV secolo (registrato a Friburgo nel 1467), a partire dalla parola "margine, angolo", al tempo della traduzione letterale dell'alto-tedesco protomoderno Ort. Dopo il 1490, canton fu utilizzato sempre più frequentemente nei documenti francesi ed italiani per identificare i membri della Confederazione svizzera. L'utilizzo inglese di cantone in riferimento alla Confederazione svizzera (diversamente dal significato araldico), risale all'inizio del XVII secolo.
Nella Vecchia Confederazione, il termine Ort fu in uso dall'inizio del XV secolo come definizione generica per i cantoni membri. I cantoni fondatori, nello specifico, erano conosciuti come Waldstätte, "insediamenti forestali"; la formula Stette und Waldstette per i membri iniziali della confederazione risale alla metà del XIV secolo, utilizzata in alternanza con Stett und Lender ("città e terre", "cantoni cittadini e cantoni rurali") fino al tardo XV secolo. Ort fu sempre più sostituito da Stand, che significa "stato" intorno al 1550, un termine che implica libertà e sovranità. Abolito nella Repubblica Elvetica, il termine Stand tornò in voga nel 1815 e rimane in uso oggi.
Il termine francese canton fu adottato dal tedesco dopo il 1648, e poi solo nell'uso occasionale fino all'inizio del XIX secolo; l'uso frequente di Ort e Stand scomparve gradualmente nella svizzera tedesca al tempo della Repubblica Elvetica. Solo con l'Atto di Mediazione del 1803 il tedesco Kanton divenne una definizione ufficiale, mantenuta nella Costituzione svizzera del 1848.
Il termine Stand (in francese: état, in italiano: stato) rimane come sinonimo anche nel nome della camera alta del Parlamento svizzero, il Consiglio degli Stati (in tedesco: Ständerat, in francese: Conseil des États, in italiano: Consiglio degli Stati, in romancio: Cussegl dals Stadis).
Nell'era moderna, da quando Neuchâtel cessò di essere un principato nel 1848, tutti i cantoni svizzeri hanno una forma repubblicana di governo. Alcuni cantoni, formalmente, si definiscono repubbliche nella loro costituzione; questo si applica ai cantoni di lingua romanda, in particolare Ginevra (formalmente: République et canton de Genève, "Repubblica e cantone di Ginevra"), Giura, Neuchâtel, Vallese, Vaud e Ticino.

## Storia

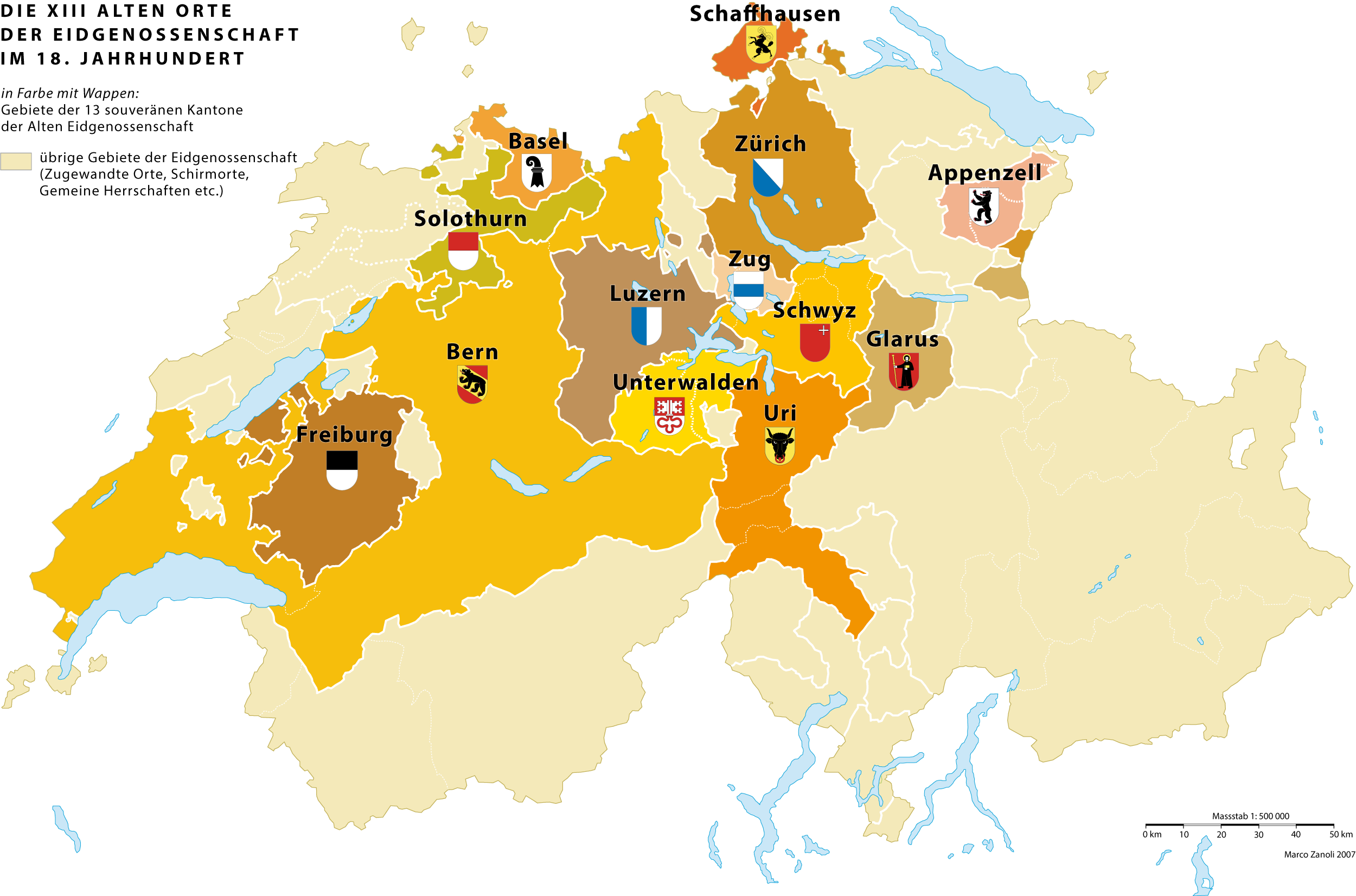
I "Tredici Cantoni" della Vecchia Confederazione (1513–1798)

Nel XVI secolo la Vecchia Confederazione era composta da 13 alleati confederati sovrani (i Tredici Cantoni; in tedesco Die Dreizehn Alten Orte), e ve ne erano di due differenti tipologie: cinque stati rurali (in tedesco Länder) – Uri, Svitto (che divenne l'eponimo della confederazione), Untervaldo, Glarona e Appenzello – e otto stati urbani (in tedesco Städte) – Zurigo, Berna, Lucerna, Zugo, Basilea, Friburgo, Soletta, Sciaffusa.
Anche se tecnicamente erano parte del Sacro Romano Impero, erano divenuti de facto indipendenti quando gli svizzeri sconfissero Massimiliano I d'Asburgo nel 1499 a Dornach.
All'inizio del periodo moderno, i singoli alleati confederati iniziarono ad essere visti come repubbliche; mentre i sei alleati tradizionali avevano una tradizione di democrazia diretta nella forma del Landsgemeinde, gli stati urbani operavano tramite democrazia rappresentativa tramite consigli cittadini, di fatto un sistema oligarchico dominato dalle famiglie patrizie.
Il vecchio sistema venne abbandonato con la formazione della Repubblica Elvetica dopo l'invasione francese della Svizzera nel 1798. I cantoni della Repubblica Elvetica avevano meramente lo status di suddivisione amministrativa, senza sovranità. La Repubblica Elvetica crollò dopo cinque anni, e la sovranità cantonale venne ristabilita tramite l'Atto di Mediazione del 1803. Lo status della Svizzera come federazione di stati venne ripristinato, al tempo con 19 cantoni (le sei aggiunte ai primi Tredici Cantoni avvennero tra gli ex territori associati e soggetti: San Gallo, Grigioni, Argovia, Turgovia, Ticino, Vaud). Tre cantoni occidentali aggiuntivi, Vallese, Neuchâtel e Ginevra, accedettero alla confederazione nel 1815.
Il processo di Restaurazione, completato nel 1830, restituì gran parte degli ex diritti feudali ai patrizi dei cantoni, portando a ribellioni tra la popolazione rurale. I radicali impersonavano queste forze democratiche che chiedevano una nuova costituzione federale. Queste tensioni, associate alle questioni religiose, scalarono in un conflitto armato negli anni '40 nel XIX secolo, con la breve guerra del Sonderbund. La vittoria dei liberali-radicali portò alla formazione della Svizzera come stato federale nel 1848. I cantoni mantennero un'ampia sovranità, ma non erano più autorizzati a mantenere eserciti o relazioni internazionali. Dato che le rivoluzioni del 1848 nell'Europa occidentale erano fallite, la Svizzera dalla fine del XIX secolo (con l'eccezione della Terza Repubblica francese) fino alla fine della prima guerra mondiale si ritrovò isolata come repubblica democratica, circondata dalle monarchie restaurate di Francia, Italia, Austria-Ungheria e Germania.

## Descrizione
Ogni cantone ha una sua costituzione, un suo parlamento, un suo governo e suoi organi giurisdizionali. La maggior parte delle costituzioni cantonali prevede un parlamento monocamerale con un numero di membri che varia da 58 a 200. Nei cantoni di Appenzello Interno e Glarona l'organo assembleare è costituito dal Landsgemeinde ("comunità territoriale"), il cui funzionamento si basa su meccanismi di democrazia diretta; in tutti gli altri cantoni è previsto lo svolgimento di elezioni.
I governi cantonali sono composti da un numero di membri dispari (5, 7 o 9 a seconda del cantone). Tutte le competenze non attribuite esplicitamente alla Confederazione svizzera, in base alla Costituzione, sono esercitate dai cantoni. Questi ultimi determinano il grado di autonomia dei comuni, che varia considerevolmente a seconda dei casi.
Dopo la creazione del Canton Giura nel 1978, non vi sono stati nuovi cantoni. In alcuni casi i cantoni di Obvaldo, Nidvaldo, Appenzello Interno, Appenzello Esterno, Basilea Città e Basilea Campagna sono considerati semicantoni e dunque i cantoni complessivi risultano ridotti a 23. Secondo questa classificazione, Obvaldo e Nidvaldo compongono Untervaldo, mentre Appenzello e Basilea sono considerati ciascuno cantoni unici. Le suddivisioni di questi cantoni esistevano infatti solo per ragioni storiche e valgono ai fini del numero di seggi nel Consiglio degli Stati e di voto nelle iniziative federali. La nuova costituzione del 1999 conta però i 26 cantoni separatamente.

## Elenco e mappa
La tabella sottostante lista tutti i cantoni svizzeri, elencati in ordine cronologico di fondazione.
| Localizzazione | Stemma | Sigla | Cantone                 | Capitale   | Popolazione (31-12-2012) | Superficie (km²) | Densità | Nº di comuni | Membro dal  | Lingua ufficiale                      |
| -------------- | ------ | ----- | ----------------------- | ---------- | ------------------------ | ---------------- | ------- | ------------ | ----------- | ------------------------------------- |
|                |        | UR    | Uri                     | Altdorf    | 35 693                   | 1 077            | 33      | 19           | 1291        | tedesco                               |
|                |        | SZ    | Svitto                  | Svitto     | 149 830                  | 908              | 165     | 30           | 1291        | tedesco                               |
|                |        | OW    | Obvaldo                 | Sarnen     | 36 115                   | 491              | 74      | 7            | 1291        | tedesco                               |
|                |        | NW    | Nidvaldo                | Stans      | 41 584                   | 276              | 151     | 11           | 1291        | tedesco                               |
|                |        | LU    | Lucerna                 | Lucerna    | 386 082                  | 1 493            | 259     | 80           | 1332        | tedesco                               |
|                |        | ZH    | Zurigo                  | Zurigo     | 1 406 083                | 1 729            | 813     | 160          | 1351        | tedesco                               |
|                |        | GL    | Glarona                 | Glarona    | 39 369                   | 685              | 57      | 3            | 1352        | tedesco                               |
|                |        | ZG    | Zugo                    | Zugo       | 116 559                  | 239              | 488     | 11           | 1352        | tedesco                               |
|                |        | BE    | Berna                   | Berna      | 992 617                  | 5 959            | 167     | 335          | 1353        | tedesco, francese                     |
|                |        | FR    | Friburgo                | Friburgo   | 291 395                  | 1 671            | 174     | 126          | 1481        | tedesco, francese                     |
|                |        | SO    | Soletta                 | Soletta    | 259 836                  | 791              | 328     | 106          | 1481        | tedesco                               |
|                |        | BS    | Basilea Città           | Basilea    | 194 090                  | 37               | 5 246   | 3            | 1501        | tedesco                               |
|                |        | BL    | Basilea Campagna        | Liestal    | 277 973                  | 518              | 537     | 86           | 1501        | tedesco                               |
|                |        | SH    | Sciaffusa               | Sciaffusa  | 77 955                   | 298              | 262     | 26           | 1501        | tedesco                               |
|                |        | AR    | Appenzello Esterno      | Herisau    | 53 438                   | 243              | 220     | 20           | 1513        | tedesco                               |
|                |        | AI    | Appenzello Interno      | Appenzello | 15 717                   | 173              | 91      | 5            | 1513        | tedesco                               |
|                |        | SG    | San Gallo               | San Gallo  | 486 981                  | 2 026            | 240     | 75           | 1803        | tedesco                               |
|                |        | GR    | Grigioni                | Coira      | 193 920                  | 7 105            | 27      | 101          | 1803        | tedesco, italiano, romancio           |
|                |        | AG    | Argovia                 | Aarau      | 627 893                  | 1 404            | 447     | 197          | 1803        | tedesco                               |
|                |        | TG    | Turgovia                | Frauenfeld | 254 528                  | 991              | 257     | 80           | 1803        | tedesco                               |
|                |        | TI    | Ticino                  | Bellinzona | 341 652                  | 2 812            | 121     | 106          | 1803        | italiano                              |
|                |        | VD    | Vaud                    | Losanna    | 734 356                  | 3 212            | 229     | 300          | 1803        | francese                              |
|                |        | VS    | Vallese                 | Sion       | 321 732                  | 5 224            | 62      | 122          | 1815        | tedesco, francese                     |
|                |        | NE    | Neuchâtel               | Neuchâtel  | 174 554                  | 803              | 217     | 27           | 1815        | francese                              |
|                |        | GE    | Ginevra                 | Ginevra    | 474 169                  | 282              | 1 681   | 45           | 1815        | francese                              |
|                |        | JU    | Giura                   | Delémont   | 70 942                   | 838              | 85      | 50           | 1979 (1353) | francese                              |
|                |        | CH    | Confederazione Svizzera | Berna      | 8 055 063                | 41 285           | 195     | 2 131        |             | tedesco, francese, italiano, romancio |

Le sigle di due lettere dei cantoni svizzeri sono ampiamente usate, ad esempio sulle targhe automobilistiche e nel codice ISO 3166-2 (con il prefisso "CH-", ovvero CH-TI per il Cantone Ticino).

## Nomi dei cantoni in altre lingue
In grassetto sono indicati i nomi nella lingua ufficiale del cantone.
| Sigla | Italiano                  | Romancio          | Francese                     | Tedesco                |
| ----- | ------------------------- | ----------------- | ---------------------------- | ---------------------- |
| AG    | Argovia                   | Argovia           | Argovie                      | Aargau                 |
| AI    | Appenzello Interno        | Appenzell dadens  | Appenzell Rhodes-Intérieures | Appenzell Innerrhoden  |
| AR    | Appenzello Esterno        | Appenzell dador   | Appenzell Rhodes-Extérieures | Appenzell Ausserrhoden |
| BS    | Basilea-Città             | Basilea-Citad     | Bâle-Ville                   | Basel-Stadt            |
| BL    | Basilea-Campagna          | Basilea-Champagna | Bâle-Campagne                | Basel-Landschaft       |
| BE    | Berna                     | Berna             | Berne                        | Bern                   |
| FR    | Friburgo (o Friborgo)     | Friburg           | Fribourg                     | Freiburg (o Fribourg)  |
| GE    | Ginevra                   | Genevra           | Genève                       | Genf                   |
| GL    | Glarona                   | Glaruna           | Glaris                       | Glarus                 |
| GR    | Grigioni                  | Grischun          | Grisons                      | Graubünden             |
| JU    | Giura                     | Giura             | Jura                         | Jura                   |
| LU    | Lucerna                   | Lucerna           | Lucerne                      | Luzern                 |
| NE    | Neuchâtel (o Neocastello) | Neuchâtel         | Neuchâtel                    | Neuenburg              |
| NW    | Nidvaldo                  | Sutsilvania       | Nidwald                      | Nidwalden              |
| OW    | Obvaldo                   | Sursilvania       | Obwald                       | Obwalden               |
| SH    | Sciaffusa                 | Schaffusa         | Schaffhouse                  | Schaffhausen           |
| SZ    | Svitto                    | Sviz              | Schwyz (o Schwytz)           | Schwyz                 |
| SO    | Soletta                   | Soloturn          | Soleure                      | Solothurn              |
| SG    | San Gallo                 | Son Gagl          | Saint-Gall                   | St. Gallen             |
| TG    | Turgovia                  | Turgovia          | Thurgovie                    | Thurgau                |
| TI    | Ticino                    | Tessin            | Tessin                       | Tessin                 |
| UR    | Uri                       | Uri               | Uri                          | Uri                    |
| VS    | Vallese                   | Vallais           | Valais                       | Wallis                 |
| VD    | Vaud (o Vado)             | Vad               | Vaud                         | Waadt                  |
| ZG    | Zugo                      | Zug               | Zoug                         | Zug                    |
| ZH    | Zurigo                    | Turitg            | Zurich                       | Zürich                 |